# Lista över fornlämningar i Gotlands kommun (Hejdeby)
Lista över fornlämningar i Gotlands kommun (Hejdeby) är en förteckning av ett urval av de fornlämningar som finns i Hejdeby i Gotlands kommun.
| Namn                   | Lämningstyp                      | Tillkomsttid | Historisk indelning | Plats | Läge                 | ID-nr          | Bild                                      |
| ---------------------- | -------------------------------- | ------------ | ------------------- | ----- | -------------------- | -------------- | ----------------------------------------- |
| Hejdeby 1:1            | Röse                             |              | Hejdeby, Gotland    |       | 57.627347, 18.382928 | 10093500010001 | Ladda upp en bild av detta fornminne      |
| Hejdeby 2:1            | Stensättning                     |              | Hejdeby, Gotland    |       | 57.631529, 18.380223 | 10093500020001 | Ladda upp en bild av detta fornminne      |
| Hejdeby 5:1            | Stensättning                     |              | Hejdeby, Gotland    |       | 57.629225, 18.440008 | 10093500050001 | Ladda upp en bild av detta fornminne      |
| Hejdeby 5:2            | Stensättning                     |              | Hejdeby, Gotland    |       | 57.629362, 18.439897 | 10093500050002 | Ladda upp en bild av detta fornminne      |
| Hejdeby 5:3            | Stensättning                     |              | Hejdeby, Gotland    |       | 57.629459, 18.440150 | 10093500050003 | Ladda upp en bild av detta fornminne      |
| Hejdeby 5:4            | Stensättning                     |              | Hejdeby, Gotland    |       | 57.629673, 18.440357 | 10093500050004 | Ladda upp en bild av detta fornminne      |
| Hejdeby 6:1            | Gravfält                         |              | Hejdeby, Gotland    |       | 57.625120, 18.439097 | 10093500060001 | Ladda upp en bild av detta fornminne      |
| Hejdeby 7:1            | Stensättning                     |              | Hejdeby, Gotland    |       | 57.622776, 18.435682 | 10093500070001 | Ladda upp en bild av detta fornminne      |
| Hejdeby 7:2            | Stensättning                     |              | Hejdeby, Gotland    |       | 57.623044, 18.435469 | 10093500070002 | Ladda upp en bild av detta fornminne      |
| Hejdeby 8:1            | Hög                              |              | Hejdeby, Gotland    |       | 57.621581, 18.453400 | 10093500080001 | Ladda upp en bild av detta fornminne      |
| Hejdeby 9:4            | Hällristning                     |              | Hejdeby, Gotland    |       | 57.624568, 18.452091 | 11100000000707 | Ladda upp en bild av detta fornminne      |
| Hejdeby 10:1           | Hög                              |              | Hejdeby, Gotland    |       | 57.627430, 18.432982 | 10093500100001 | Ladda upp en bild av detta fornminne      |
| Hejdeby 10:2           | Stensättning                     |              | Hejdeby, Gotland    |       | 57.627450, 18.432751 | 10093500100002 | Ladda upp en bild av detta fornminne      |
| Hejdeby 12:1           | Gravfält                         |              | Hejdeby, Gotland    |       | 57.630488, 18.449742 | 10093500120001 | Ladda upp en bild av detta fornminne      |
| Hejdeby 13:1           | Husgrund, förhistorisk/medeltida |              | Hejdeby, Gotland    |       | 57.637056, 18.488944 | 11000000001462 | Ladda upp en bild av detta fornminne      |
| Hejdeby 13:2           | Husgrund, förhistorisk/medeltida |              | Hejdeby, Gotland    |       | 57.637421, 18.489404 | 11000000001463 | Ladda upp en bild av detta fornminne      |
| Hejdeby 13:3           | Husgrund, förhistorisk/medeltida |              | Hejdeby, Gotland    |       | 57.637136, 18.489773 | 11000000001464 | Ladda upp en bild av detta fornminne      |
| Hejdeby 14:1           | Stensättning                     |              | Hejdeby, Gotland    |       | 57.638908, 18.420147 | 10093500140001 | Ladda upp en bild av detta fornminne      |
| Hejdeby 14:2           | Stensättning                     |              | Hejdeby, Gotland    |       | 57.638761, 18.420340 | 10093500140002 | Ladda upp en bild av detta fornminne      |
| Hejdeby 14:3           | Stensättning                     |              | Hejdeby, Gotland    |       | 57.638588, 18.420179 | 10093500140003 | Ladda upp en bild av detta fornminne      |
| Hejdeby 16:1           | Stensättning                     |              | Hejdeby, Gotland    |       | 57.635416, 18.471662 | 10093500160001 | Ladda upp en bild av detta fornminne      |
| Hejdeby 16:2           | Stensättning                     |              | Hejdeby, Gotland    |       | 57.635522, 18.471508 | 10093500160002 | Ladda upp en bild av detta fornminne      |
| Hejdeby 16:3           | Stensättning                     |              | Hejdeby, Gotland    |       | 57.635278, 18.471442 | 10093500160003 | Ladda upp en bild av detta fornminne      |
| Hejdeby 16:4           | Stensättning                     |              | Hejdeby, Gotland    |       | 57.635360, 18.471182 | 10093500160004 | Ladda upp en bild av detta fornminne      |
| Hejdeby 17:1           | Gravfält                         |              | Hejdeby, Gotland    |       | 57.635693, 18.472748 | 10093500170001 | Ladda upp en bild av detta fornminne      |
| Hejdeby 18:1           | Stensättning                     |              | Hejdeby, Gotland    |       | 57.637906, 18.475165 | 10093500180001 | Ladda upp en bild av detta fornminne      |
| Hejdeby 18:2           | Stensättning                     |              | Hejdeby, Gotland    |       | 57.637848, 18.475351 | 10093500180002 | Ladda upp en bild av detta fornminne      |
| Hejdeby 20:1           | Stenkrets                        |              | Hejdeby, Gotland    |       | 57.647230, 18.414950 | 10093500200001 | Ladda upp en bild av detta fornminne      |
| Galgrum (Hejdeby 21:1) | Gravfält                         |              | Hejdeby, Gotland    |       | 57.639330, 18.482604 | 10093500210001 | Ladda upp en bild av detta fornminne      |
| Hejdeby 23:1           | Stensättning                     |              | Hejdeby, Gotland    |       | 57.627174, 18.438745 | 10093500230001 | Ladda upp en bild av detta fornminne      |
| Hejdeby 24:1           | Stensättning                     |              | Hejdeby, Gotland    |       | 57.620380, 18.431492 | 10093500240001 | Ladda upp en bild av detta fornminne      |
| Hejdeby 25:1           | Stensättning                     |              | Hejdeby, Gotland    |       | 57.619698, 18.431313 | 10093500250001 | Ladda upp en bild av detta fornminne      |
| Hejdeby 36:1           | Stensättning                     |              | Hejdeby, Gotland    |       | 57.627352, 18.433625 | 10093500360001 | Ladda upp en bild av detta fornminne      |
| Hejdeby 38:1           | Gravfält                         |              | Hejdeby, Gotland    |       | 57.622672, 18.431408 | 10093500380001 | Ladda upp en bild av detta fornminne      |
| Hejdeby 39:1           | Stensättning                     |              | Hejdeby, Gotland    |       | 57.624434, 18.438215 | 10093500390001 | Ladda upp en bild av detta fornminne      |
| Hejdeby 40:1           | Stensättning                     |              | Hejdeby, Gotland    |       | 57.624316, 18.439564 | 10093500400001 | Ladda upp en bild av detta fornminne      |
| Hejdeby 41:1           | Stensättning                     |              | Hejdeby, Gotland    |       | 57.625075, 18.440021 | 10093500410001 | Ladda upp en bild av detta fornminne      |
| Hejdeby 41:2           | Stensättning                     |              | Hejdeby, Gotland    |       | 57.624831, 18.440095 | 10093500410002 | Ladda upp en bild av detta fornminne      |
| Hejdeby 41:3           | Stensättning                     |              | Hejdeby, Gotland    |       | 57.624662, 18.440234 | 10093500410003 | Ladda upp en bild av detta fornminne      |
| Hejdeby 49:1           | Hög                              |              | Hejdeby, Gotland    |       | 57.624238, 18.442809 | 10093500490001 | Ladda upp en bild av detta fornminne      |
| Hejdeby 51:1           | Stensättning                     |              | Hejdeby, Gotland    |       | 57.627019, 18.442497 | 10093500510001 | Ladda upp en bild av detta fornminne      |
| Hejdeby 54:1           | Hällristning                     |              | Hejdeby, Gotland    |       | 57.632985, 18.442966 | 11100000000772 | Ladda upp en bild av detta fornminne      |
| Hejdeby 56:1           | Stensättning                     |              | Hejdeby, Gotland    |       | 57.635344, 18.467381 | 10093500560001 | Ladda upp en bild av detta fornminne      |
| Hejdeby 56:2           | Stensättning                     |              | Hejdeby, Gotland    |       | 57.635434, 18.467436 | 10093500560002 | Ladda upp en bild av detta fornminne      |
| Hejdeby 56:3           | Stensättning                     |              | Hejdeby, Gotland    |       | 57.635164, 18.467682 | 10093500560003 | Ladda upp en bild av detta fornminne      |
| Hejdeby 62:1           | Stensättning                     |              | Hejdeby, Gotland    |       | 57.637722, 18.474235 | 10093500620001 | Ladda upp en bild av detta fornminne      |
| Hejdeby 68:1           | Stensättning                     |              | Hejdeby, Gotland    |       | 57.627527, 18.443901 | 10093500680001 | Ladda upp en bild av detta fornminne      |
| Hejdeby 68:2           | Stensättning                     |              | Hejdeby, Gotland    |       | 57.627392, 18.443722 | 10093500680002 | Ladda upp en bild av detta fornminne      |
| Hejdeby 70:1           | Gravfält                         |              | Hejdeby, Gotland    |       | 57.634962, 18.458034 | 10093500700001 | Ladda upp en bild av detta fornminne      |
| Hejdeby 72:1           | Stensättning                     |              | Hejdeby, Gotland    |       | 57.634735, 18.472087 | 10093500720001 | Ladda upp en bild av detta fornminne      |
| Hejdeby 72:2           | Stensättning                     |              | Hejdeby, Gotland    |       | 57.634665, 18.472271 | 10093500720002 | Ladda upp en bild av detta fornminne      |
| Hejdeby 72:3           | Stensättning                     |              | Hejdeby, Gotland    |       | 57.634861, 18.472134 | 10093500720003 | Ladda upp en bild av detta fornminne      |
| Hejdeby 72:4           | Stensättning                     |              | Hejdeby, Gotland    |       | 57.634783, 18.471739 | 10093500720004 | Ladda upp en bild av detta fornminne      |
| Hejdeby 75:1           | Röse                             |              | Hejdeby, Gotland    |       | 57.638852, 18.483888 | 10093500750001 | Ladda upp en bild av detta fornminne      |
| Hejdeby 76:1           | Husgrund, historisk tid          |              | Hejdeby, Gotland    |       | 57.645472, 18.414178 | 10093500760001 | Ladda upp en till bild av detta fornminne |
| Hejdeby 86:1           | Stensättning                     |              | Hejdeby, Gotland    |       | 57.619562, 18.419458 | 10093500860001 | Ladda upp en bild av detta fornminne      |
| Hejdeby 112            | Stensättning                     |              | Hejdeby, Gotland    |       | 57.642859, 18.433732 | 12000000029220 | Ladda upp en bild av detta fornminne      |
| Hejdeby 128            | Stensättning                     |              | Hejdeby, Gotland    |       | 57.630813, 18.436242 | 12000000029239 | Ladda upp en bild av detta fornminne      |
| Hejdeby 147            | Röse                             |              | Hejdeby, Gotland    |       | 57.638386, 18.449011 | 12000000122885 | Ladda upp en bild av detta fornminne      |